# Lago urbano
Se denomina lago urbano, laguna urbana o estanque urbano, a un cuerpo de agua de pequeña superficie y escasa profundidad, generalmente de origen parcial o totalmente artificial, que se encuentra inserto en el casco de una ciudad —casi siempre como una pieza destacada de un parque urbano— y que posee atributos estéticos, recreacionales y biológicos. Su estudio forma parte de la ecología urbana, relacionándose al mismo tiempo con el ámbito del urbanismo y el planeamiento urbanístico.

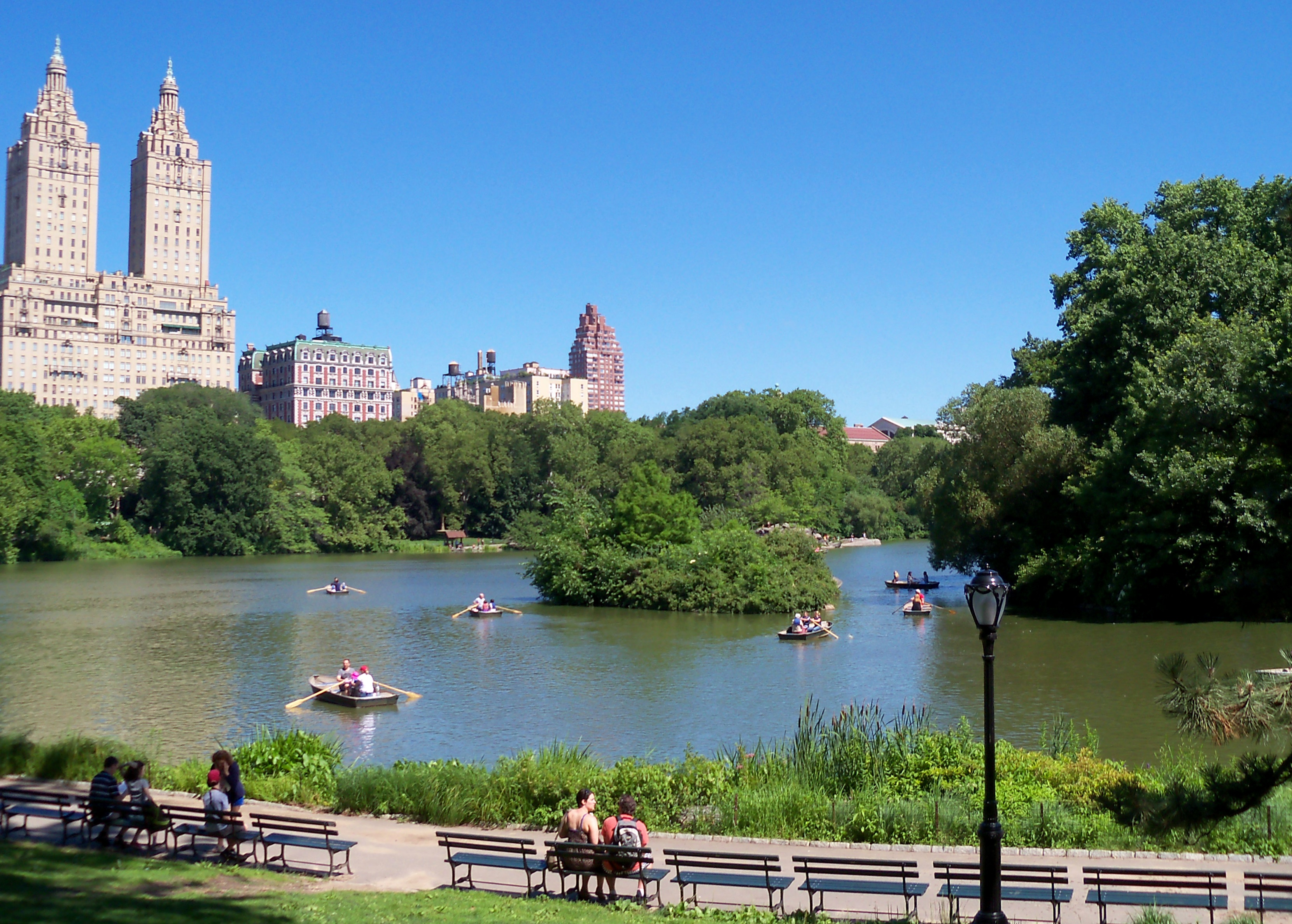
Uno de los varios lagos urbanos que contiene el Central Park de la ciudad de Nueva York, Estados Unidos.

## Generalidades

### Denominación
Estos ambientes acuáticos suelen ser denominados “lagos”, aunque desde el punto de vista de su origen, de sus rasgos geográficos y morfológicos y hasta de su funcionamiento limnológico, distan enormemente de los verdaderos lagos, incluso de las lagunas, con las que guardan mayores semejanzas —al ser también cuerpos lénticos someros—, pero que difieren, además del tajante contexto urbano en el cual están posicionados, en tener una superficie invariable y un volumen acumulado estable, entre varios otros rasgos distintivos. Se diferencian de los estanques, tanto por su ubicación exclusivamente urbana como por mantener un ejemplo de ecosistema léntico, lo que les otorga relevancia biológica (en el contexto donde se sitúan), sin el carácter artificial que caracteriza a los estanques, los cuales apenas son meros depósitos de agua o solo recintos de producciones acuícolas.

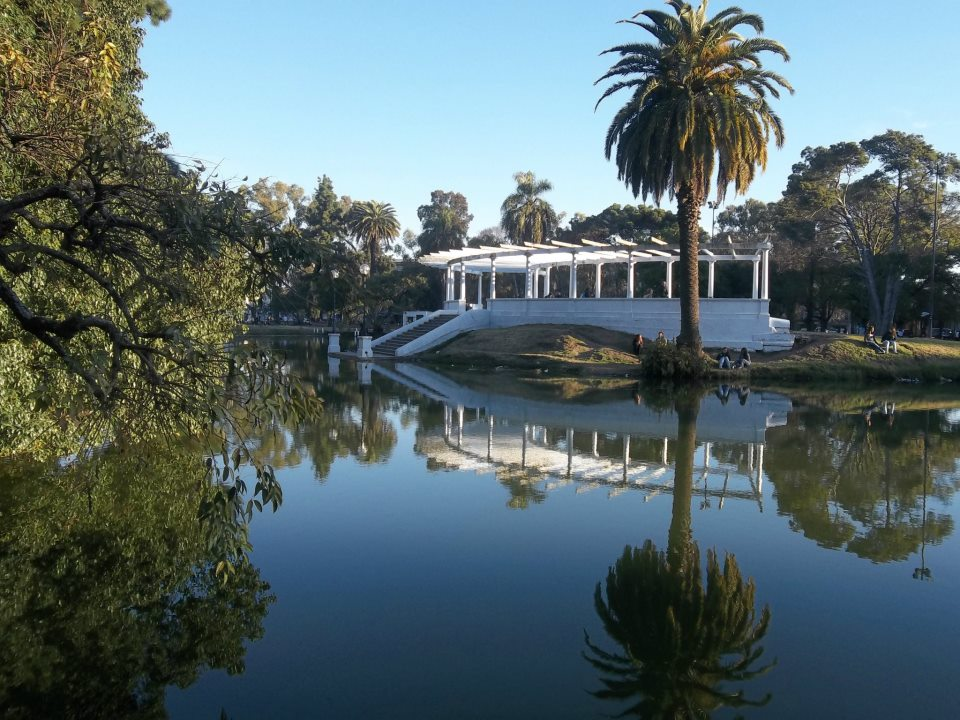
Lago urbano en el Parque Saavedra, de la ciudad de La Plata, Argentina.

### Orígenes y propósitos
Una de las principales razones de la existencia de los lagos urbanos en sus orígenes fue el embellecimiento paisajístico; con el tiempo, se sumaron: el proveer de un sitio apto para la investigación científica, actividades educacionales, recreativas y la práctica de deportes relacionados al agua, por lo que estos ambientes acuáticos contribuyen a incrementar la calidad de vida de los ciudadanos, además de mitigar el clima urbano, refrescando el rigor térmico de los días tórridos del estío.
Técnicamente conforman un biotopo que resguarda biodiversidad acuática, en un tipo de geografía, como la urbana, que suele carecer naturalmente de estos particulares ambientes, sin perder de vista que constituyen un ejemplo de un ecosistema modulado por la actividad antropogénica. 
En algunos casos, también pueden tener otros orígenes o propósitos, por ejemplo, para retener los volúmenes resultantes de precipitaciones copiosas, para depositar el agua que se empleará en los riegos de los parques, para contener y estabilizar las aguas de cuencas hidrográficas externas a la ciudad antes de que cruce su colector por la misma, etc.
Entre los deportes que se suelen practicar destaca la navegación mediante variadas embarcaciones, casi siempre a vela o a remo. En algunos de estos lagos también se permite la pesca deportiva (con o sin devolución) y la natación. Estas y otras razones hacen que sean valorados como importantes para los habitantes urbanos y para el turismo de ciudades.

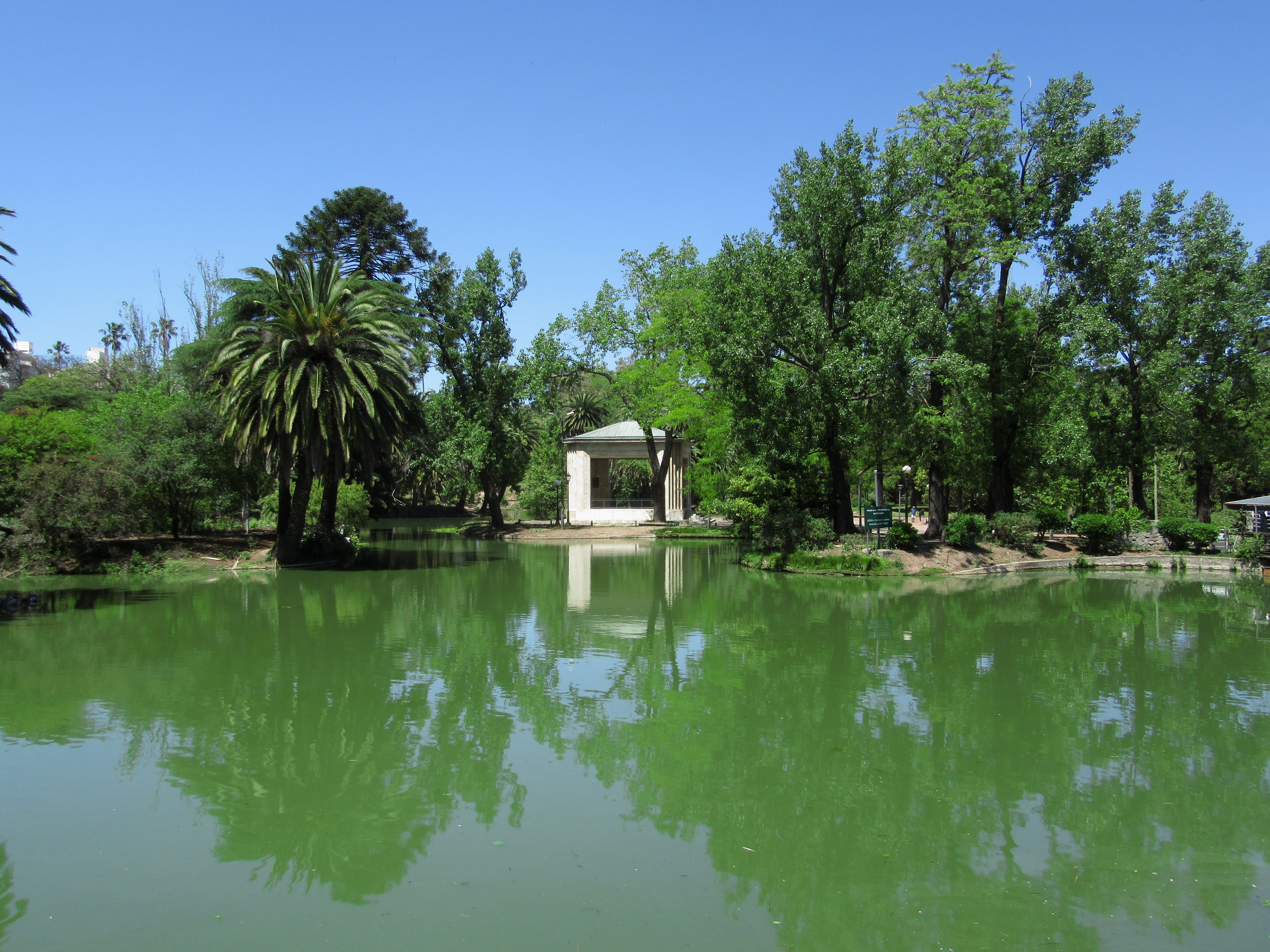
Lago urbano en el Parque José Enrique Rodó, de la ciudad de Montevideo, Uruguay.

### Acceso y gestión
El acceso a sus riberas, y en algunos casos también a sus aguas, generalmente es público para sus visitantes, sin embargo, los lagos dentro de parques zoológicos, clubes deportivos, canchas de golf en ciudades, autódromos, etc., son rentados o están limitados a sus socios. Cuando son de propiedad del estado, su diseño, construcción y gestión conciernen a los poderes públicos, en general, a las administraciones municipales a los cuales pertenecen.

## Tipos de lagos urbanos

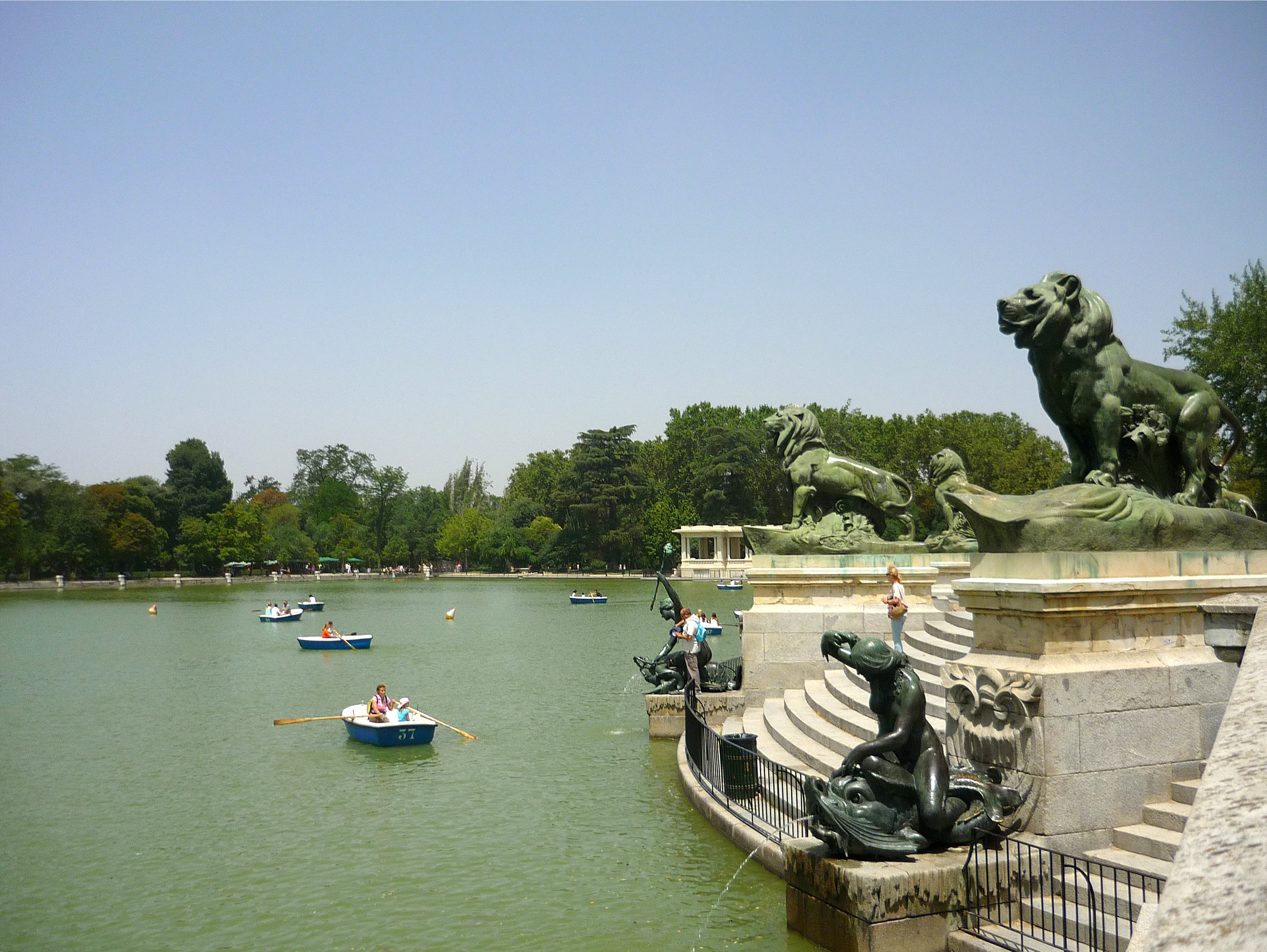
Deporte y recreación en el Estanque Grande del Buen Retiro, en el parque homónimo de la ciudad de Madrid, España.

Los lagos urbanos son definidos por su superficie (siempre menor a 260 ha habitualmente poseen apenas unas pocas hectáreas), su profundidad (nunca superior a 6 m de promedio, generalmente mucho menos), origen del agua, tipo de cuenca de depósito y usos. Mayormente son creados artificialmente, sin embargo, algunos pueden tener un origen natural, al ser excavados o erigidos en micrositios del paisaje que ya presentaban humedales, lagunas permanentes o temporarias, etc. 
Mayormente los lagos urbanos poseen lecho natural (de tierra, arcilla o piedras), otros lo presentan con algún grado de intervención, para así evitar pérdidas del volumen líquido. Lo mismo ocurre con sus márgenes, las que pueden ser cortes naturales del terreno o paredes verticales revestidas de granito y hormigón, así como orillas con suaves pendientes cementadas o adoquinadas.
La alimentación de sus aguas puede tener un origen variado: puede ser por medio de bombeo de aguas subterráneas desde napas freáticas, por derivación desde un arroyo natural o canal artificial, ser colector o sumidero de los excesos pluviométricos de los parques que los rodean, etc. Un modo frecuente para su desarrollo es la constitución de un dique o presa que impide el natural fluir de un arroyo o río pequeño que cruza una ciudad, consiguiendo la estabilización de un nivel alto de forma permanente. En casos de presas de mayor altura, el lago urbano es de tipo embalse.

## Su valor biológico y en la educación ambiental

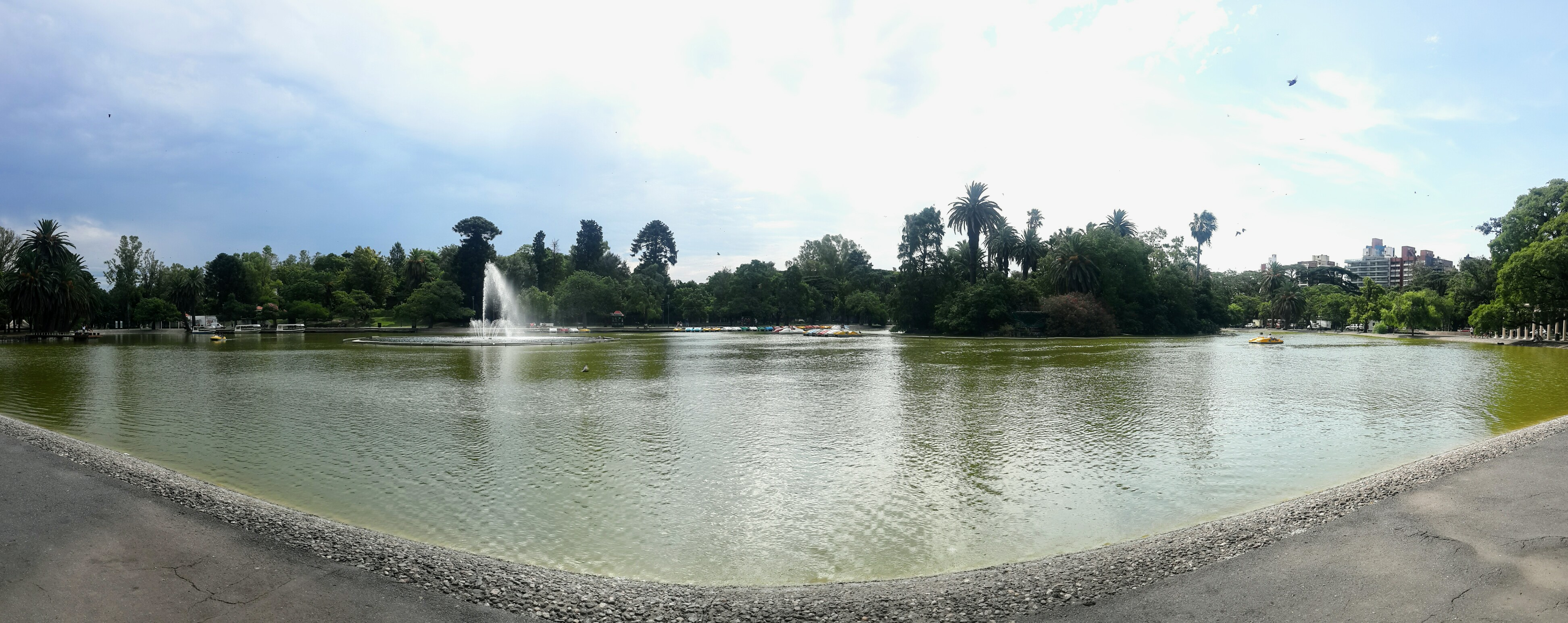
Lago urbano en el Parque Independencia, de la ciudad de Rosario, Argentina.

Los lagos urbanos son los cuerpos de agua que mayor número de personas conocen y disfrutan y en donde más fácilmente los habitantes de las ciudades pueden contemplar las interrelaciones de un ecosistema natural.
La intervención sobre la propia morfología del lago urbano, aumentando sus rasgos naturales, puede multiplicar su riqueza biológica. Si se mantiene alguna porción de la ribera silvestre, con fondo de tierra y pendiente baja o nula, se crea un área permanente similar a un pantano poco profundo, apto para la colonización de plantas hidrófilas arraigadas y con enorme potencial de habitabilidad para la vida silvestre. Ese es un hábitat adecuado para el desarrollo de numerosos invertebrados acuáticos, aves palustres, etapas juveniles de distintas especies de peces, etc.

### Ornitofauna

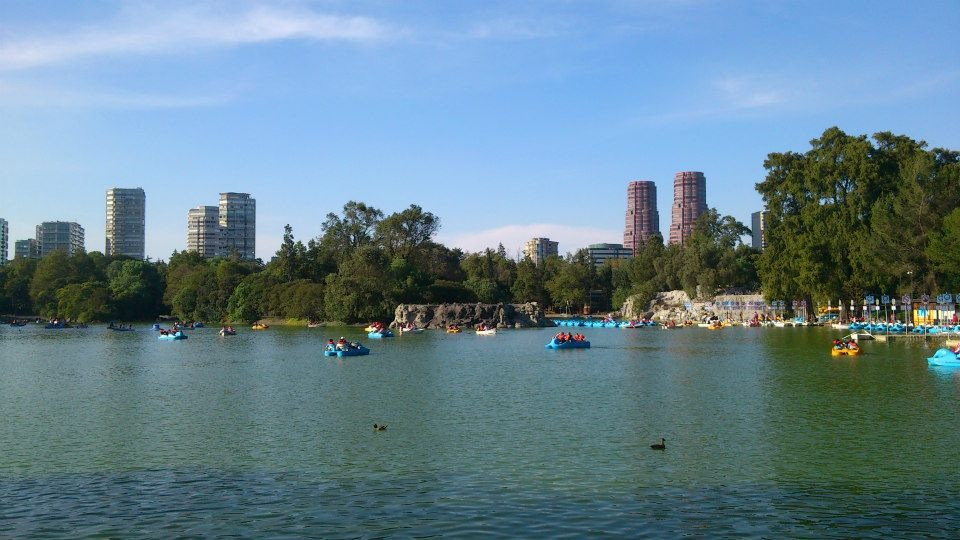
Lago urbano en el Parque Chapultepec, en la Ciudad de México, capital de la república homónima

Los lagos urbanos suelen estar rodeados total o parcialmente de zonas verdes parquizadas, hecho que potencia el valor biológico de ambos ecosistemas artificiales urbanos. En los lagos urbanos es frecuente la conformación en su interior de islas bajas, en muchas de estas, suele estar vedado el acceso humano a las mismas (y es dificultoso el arribo de perros e imposible el de gatos), por lo que suelen exhibir un ambiente mucho más silvestre que el que presentan las riberas, con presencia de sotobosque, arbustos densos y árboles de gran magnitud (vegetación lujuriosa que se ve favorecida por la constante humedad a disposición de las raíces) por lo que tienden a ser foco de biodiversidad para la avifauna acuática, que las utiliza como dormideros diurnos o nocturnos o lugares para la instalación de nidos, incluso aves coloniales como las garzas y cormoranes, entre otras.
Los lagos urbanos suelen ser puntos de descanso habitual u ocasional de aves migratorias o que se trasladan de un lugar a otro, especialmente en las regiones con pocos humedales o durante ciclos de acentuado estiaje, épocas en que se secan o reducen a un mínimo los cuerpos acuáticos de las comarcas circundantes. Por ello, estos ambientes resultan un imán para los observadores de aves, ya que allí tienen la posibilidad de avistar o fotografía aves raras sin salir de la ciudad. La falta de amenazas que las aves acuáticas encuentran en los lagos urbanos hace que rápidamente pierdan el temor a la presencia humana y no exhiban el instinto de huida que muestran en otros ambientes; esto es ideal para los que realizan fotografía de naturaleza.
Algunas especies de anátidas son habituales en los lagos urbanos: gansos u ocas, patos Pequín o ánades y patos criollos. Cuando el número de anátidos domésticos es elevado, sus heces pueden afectar la calidad de las aguas, por lo cual se practican reducciones del número de ejemplares para mantener las poblaciones en tamaños óptimos.

### Biodiversidad subacuática
Respecto a la biodiversidad subacuática, la riqueza se relaciona íntimamente respecto al grado de conexión que el lago posea con cuerpos acuáticos naturales, lo que permite un enriquecimiento de su biota, a la vez que se anulan las posibles extinciones. En algunos de superficie mayor se permite la pesca deportiva, por lo cual el manejo de la pesquería requiere de un monitoreo de los parámetros de calidad del agua, teniendo en cuenta que luego suelen ser destinados a consumo humano. Lamentablemente, los lagos urbanos son frecuentemente uno de los principales destinos escogidos por acuaristas para liberar ejemplares por variadas razones (ya no los desean, han alcanzado un tamaño para el cual el acuario hogareño resulta pequeño, se han reproducido en exceso, etc.); en casi todo el mundo, esto está prohibido por las leyes, ya que encierra riesgos potenciales para los ecosistemas receptivos, entre los cuales destacan la introducción de enfermedades y el asilvestramiento de especies invasivas.
Por esta razón, en los lagos urbanos de regiones templadas son comunes las gambusias, chanchitas, carpas comunes y koi, carpines dorados, perca sol, black bass, etc.; en las regiones tropicales son frecuentes convictos, tilapias, guppys, etc.

### Mamíferos y reptiles
De manera similar a las liberaciones de peces, ocurre con las tortugas acuáticas, ejemplares de las especies más comercializadas —como la tortuga de orejas rojas (Trachemys scripta elegans) y la tortuga pavo real (Trachemys venusta)—, cuando llegan a tamaños adultos, terminan siendo liberadas en lagos urbanos, en donde logran sobrevivir gracias a su capacidad de adaptación.
Los mamíferos acuáticos varían de la región o continente en donde se sitúe el lago urbano. En el Cono Sur sudamericano destaca el coipo o nutria roedora (Myocastor coypus), especie de roedor de gran tamaño que fue introducida en otras partes del mundo por escapes desde granjas de peletería.

## Amenazas y métodos para contrarrestarlas
Lamentablemente, lagos urbanos que en el pasado eran valorados y utilizados por la población para la práctica de pesca, natación o náutica, por su inadecuada gestión han visto cercenados los servicios que prestaban al desmejorar marcadamente la calidad de sus aguas, al punto que quedaron limitados en muchos casos a apenas una utilidad escénica, prohibiéndose incluso el contacto mismo con el agua.
Los lagos urbanos son jaqueados por diversas amenazas o perturbaciones que impactan tanto en sus cualidades para la recreación como en su valor biológico o educativo, a causa de su propia ubicación y de sus rasgos morfométricos, los que los tornan muy vulnerables a las agresiones antrópicas.  
Las mayores amenazas son la entrada de tóxicos, de nutrientes y el aumento desmedido de los parámetros físico-químicos de sus aguas, lo que crea condiciones hostiles para el desenvolvimiento del propio ecosistema acuático. Esto puede obedecer a diferentes causas. 
Puede estar relacionado con un bajo o nulo grado de evacuación de las aguas, lo que redunda en una lenta acumulación de variables, exacerbado por: la alimentación por bombeo desde napas subterráneas (con aguas de mayor dureza), el incorrecto aislamiento del lavado —que produce el agua de lluvia— de las calles y áreas de estacionamiento de vehículos de su derredor (arrastrando los residuos generados por el parque automotor —combustibles, lubricantes, líquidos de baterías o refrigerantes, hollín precipitado, etc.—), la presencia de drenajes de aguas servidas (provenientes de viviendas, instalaciones recreativas, sanitarios públicos de su derredor, etc.), la falta de cestos de residuos o el no uso de los mismos (con la consecuente llegada a las aguas de basura de manera directa o por acción del viento), el esmog y cualquier otra contaminación atmosférica que recala por medio del viento desde puntos alejados de la ciudad, etc. En caso de lagos urbanos posicionados sobre cursos fluviales, la calidad de sus aguas también se ve determinada por las acciones que se realicen en la porción de su cuenca ubicada hacia aguas arriba, entre las más dañinas se encuentran el vertido de aguas servidas cloacales o industriales, el uso intensivo o incorrecto de agroquímicos, el vertido de producciones porcinas, avícolas o pecuarias intensivas, etc.
La propia estructura del lago urbano puede influir en el grado de disipación de los desbalances fisicoquímicos. Un área central de mayor profundidad permite aumentar el volumen contenido, lo que ayuda a morigerar la elevación térmica del estío; por el contrario, si el cuerpo acuático es muy somero, el sol calentará más rápidamente todo el volumen, lo que hace que el agua alcance niveles de temperatura que provoquen una caída peligrosa en los tenores de oxígeno, con las consiguientes mortandades de las especies de peces más sensibles. Las corrientes de aire mueven la superficie del espejo, lo que mejora la circulación interna en la columna de agua, su tenor de oxígeno y la liberación de calor, algo que se ve disminuido si se encuentran densamente forestadas las orientaciones de los vientos preponderantes en temporada estival. Para mejorar las condiciones del cuerpo acuático, una intervención más artificial, pero cada vez más habitual, es la instalación de una o varias fuentes dentro del propio espejo; se toma el agua del lago y, bombeándola, se la arroja a varios metros sobre la superficie, haciéndola caer en forma de simulada lluvia, ya muy oxigenada, caída que al mismo tiempo produce el movimiento de la superficie, lo cual también es muy positivo.

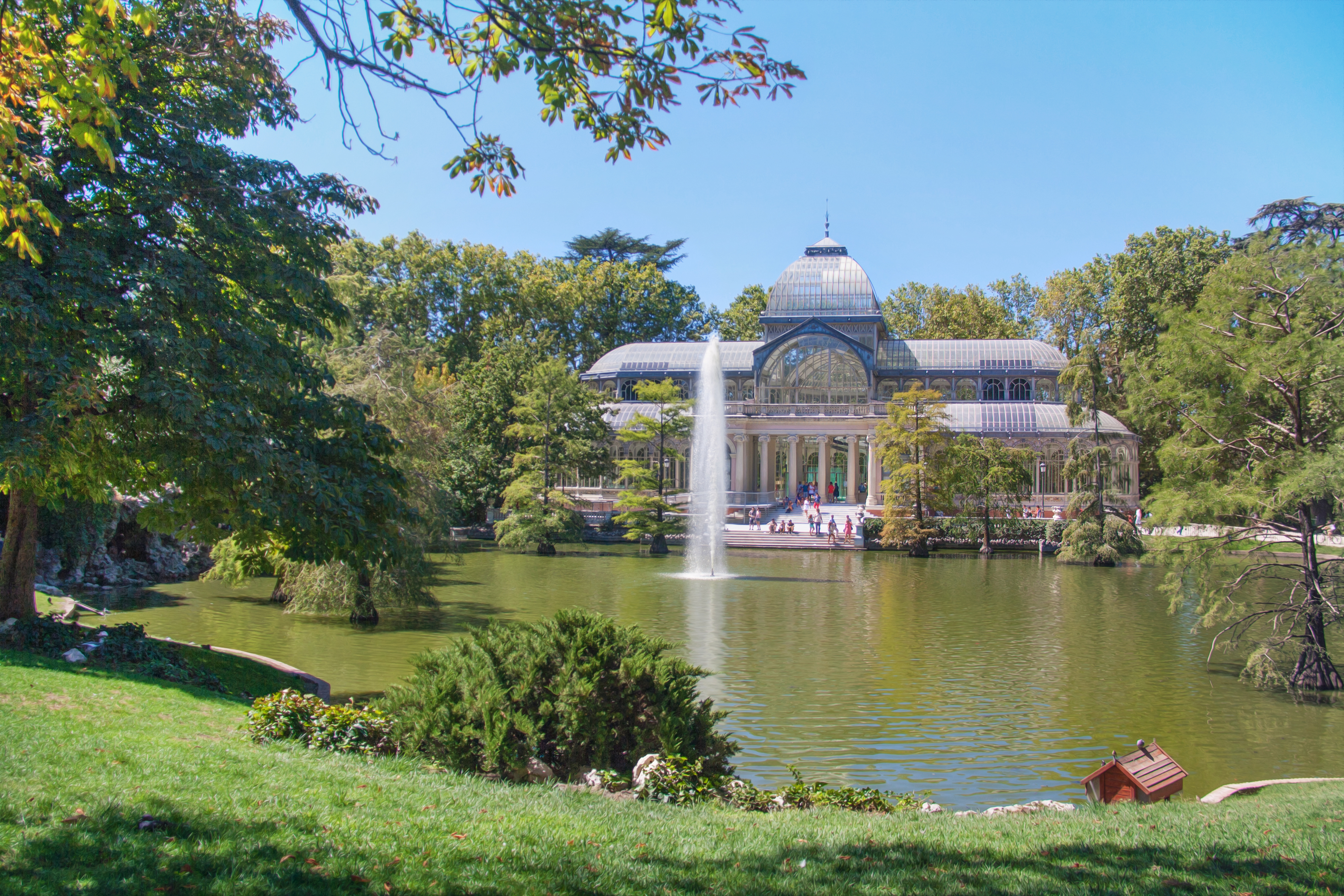
Lago urbano junto al Palacio de Cristal del Retiro, en el parque homónimo de la ciudad de Madrid, España.

Si es elevada la llegada de nutrientes disponibles (principalmente nitrógeno y fósforo) se eutrofiza el biotopo. Las heces de los animales o la hojarasca de los árboles de sus márgenes (más la que es transportada por el viento desde otros sectores del parque) suelen ser algunas de las causas de la eutrofización de estos cuerpos acuáticos. De allí que privilegiar la plantación de esencias arbóreas perennifolias sobre las caducifolias, disminuye la carga anual de hojas que llegan al cuenco. Una adecuada intervención de las áreas terrestres del perilago permite minimizar la llegada de nutrientes al mismo al detener las hojas y basura que llegarían arrastrados por el viento y la escorrentía, por ejemplo, elevando el suelo de los bordes del lago con un rediseño topográfico, colocando cercas de malla densa en derredor, instalando enrejados y cámaras de retención de barros en las entradas de pluviales, creando áreas de acceso restringido con franjas paralelas de arbustos —en el borde costero— y vegetación palustre —en los sectores inmediatos de aguas someras— (priorizando las especies nativas de la región), etc.
Los niveles de nutrientes se van acumulando e intensificando, por lo que, además de generarse olores desagradables que le otorgan una negativa reputación entre el público en general, se darán las condiciones adecuadas para el crecimiento incontrolado de macrófitas acuáticas, junto con el desencadenamiento de brotes de las peligrosas floraciones algales, por la proliferación excesiva de algas fitoplanctónicas y cianobacterias, las que producen toxinas muy peligrosas para los animales y las personas.
Si el lago urbano posee aguas en estado eutrófico, muy buenos niveles de transparencia y exceso de macrófitas, la intervención habitual es la reducción de estas por medios mecánicos —con la cosecha periódica— o mediante el uso de químicos biocidas —alguicidas y herbicidas—.
Para que los lagos urbanos posean una calidad ambiental que satisfaga a todos sus posibles usuarios, es obligatorio que se practique sobre ellos un correcto diagnóstico de sus problemas y amenazas además de técnicas de remediación y políticas de gestión, realizadas por profesionales. Las técnicas de manejo externas (las aplicables a las superficies del perilago) son menos costosas y más simples y duraderas que las internas (las intervenciones sobre las propias aguas y el lecho), pero en casos de urgencia se deben aplicar ambas al mismo tiempo, por ejemplo, en lagos con aguas turbias, verdes, hipereutróficos.

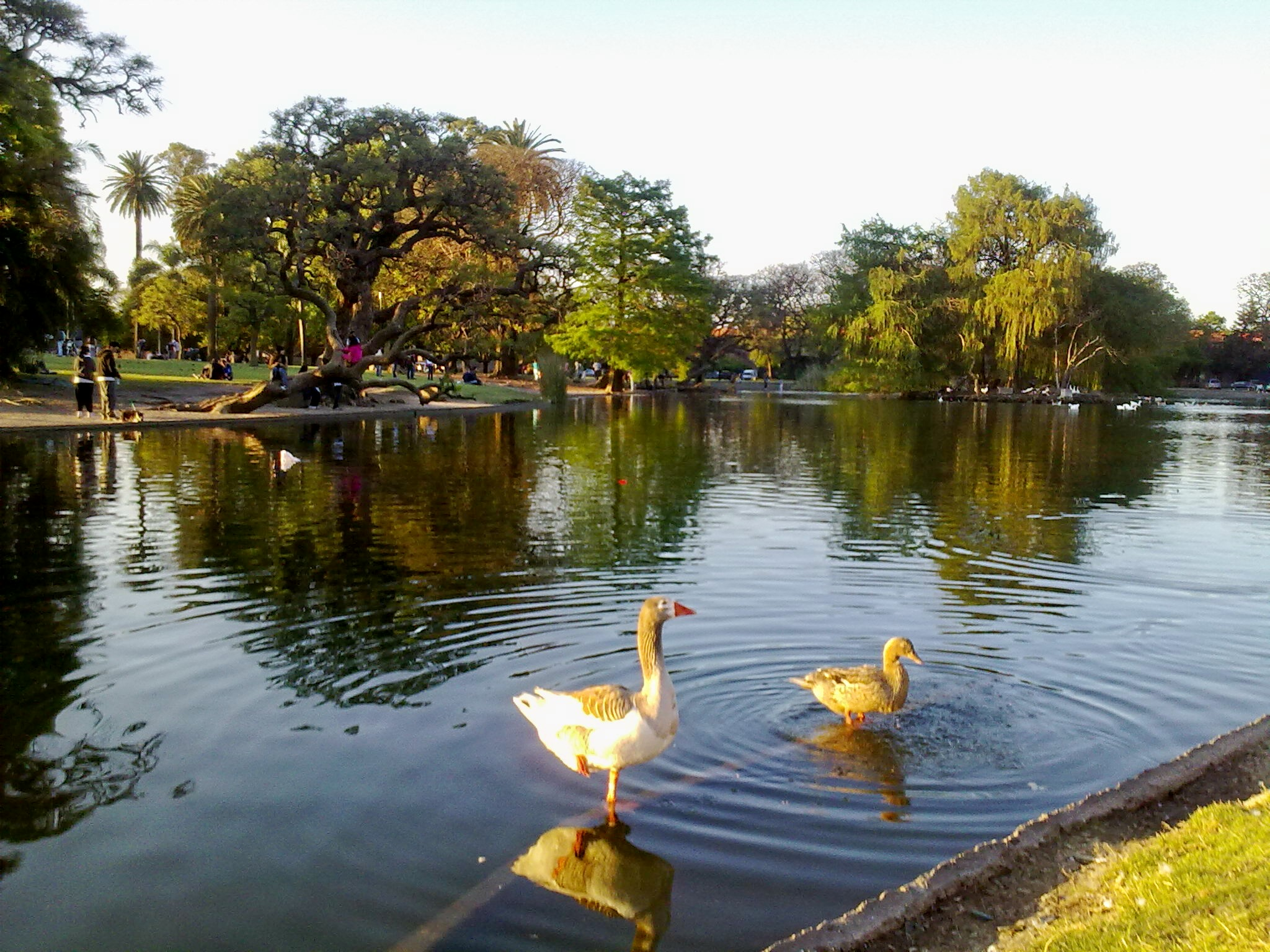
Lago del Planetario Galileo Galilei, en el Parque 3 de Febrero, en el barrio de Palermo de la ciudad de Buenos Aires, Argentina. Se observa un ganso, ave omnipresente en los lagos urbanos, posado sobre el muro sumergido que posee junto a su ribera una sección del mismo.

Entre las intervenciones internas está la limpieza de la superficie del lago (interceptando así la basura, hojas o ramas que de otra manera luego precipitarían al fondo) y, especialmente, el dragado de la basura orgánica e inorgánica acumulada en los sedimentos del lecho o apoyada sobre él, mediante la técnica en húmedo (sin secar el lago) o en seco, es decir, retirando por completo el volumen líquido contenido en el lago, lo cual también permite desechar las aguas ya eutrofizadas e incorporar aguas nuevas. Este un proceder resulta catastrófico en lo que respecta a la biota acuática, pero este perjuicio es posible minimizarlo si el lago contiene en su fondo (de costa a costa en una de sus márgenes o en una pequeña área interior en forma de palangana) una loma sobreelevada o pared de cemento que al descender el nivel de las aguas produzca que quede aislada una fracción del mismo, la cual conservaría así el agua y mantendría la biocenosis, mientras la parte restante es fuertemente intervenida. Si estructuralmente no contiene esa sobreelevación, la instalación temporaria de cualquier tipo de barrera puede desempeñar la misma función. En paralelo a esto, puede realizarse el sellado o impermeabilizado del vaso.
Otra manera en que se hace es capturar los ejemplares de cada especie de pez (y de otros animales) y luego trasladarlos a un sitio temporal hasta que se reponga el agua del estanque.
Lamentablemente, tanto el dragado como la cosecha mecánica suelen ser de las técnicas más empleadas por las administraciones municipales, dado que producen mayor impacto en el electorado que los métodos poco visibles, pero más eficaces y beneficiosos para la biota.
Otras acciones son la aplicación de técnicas de biomanipulación, por ejemplo, al introducir especies que desempeñen un nicho no bien cubierto por la biota existente pero que resultará beneficioso para la salud del biotopo. Un ejemplo de ello es la liberación de ejemplares de la llamada carpa herbívora (Ctenopharyngodon idella) para controlar a la profusión de macrófitas.
Otra opción es la incorporación de especies de peces nativos de hábitos piscívoros para que preden sobre las especies de hábitos tróficos omnívoro-planctívoros, para así disminuir la presión sobre el zooplancton y que este puede mantener elevado el nivel de herbivoría sobre el fitoplancton y así clarificar la columna de agua; esto puede ser acompañado por la remoción selectiva de este último gremio de peces.